# Шокез ле Бенард
Шокез ле Бенард (фр. Choqueuse-les-Bénards) насеље је и општина у североисточној Француској у региону Пикардија, у департману Оаза која припада префектури Бове.
По подацима из 2011. године у општини је живело 115 становника, а густина насељености је износила 27,64 становника/km². Општина се простире на површини од 4,16 km². Налази се на средњој надморској висини од 140 метара (максималној 174 m, а минималној 104 m).

## Демографија
| 1962. | 1968. | 1975. | 1982. | 1990. | 1999. | 2011. |
| ----- | ----- | ----- | ----- | ----- | ----- | ----- |
| 55    | 73    | 45    | 58    | 62    | 60    | 115   |

График промене броја становника у току последњих година